# Баулин, Александр Васильевич
Александр Васильевич Баулин (1848—1911) — член Государственного совета Российской империи, действительный статский советник.

## Биография
Родился в 1848 году. Происходил из дворянского рода Баулиных. Окончил в 1867 году с золотой медалью Нижегородский Александровский дворянский институт; затем — физико-математический факультет Санкт-Петербургского университета.
С 1874 по 1889 годы был преподавателем математики инспектором и ректором в Нижегородской духовной семинарии. С 1875 года неоднократно избирался гласным Нижегородской городской думы. Активно участвовал в городском самоуправлении в качестве члена разных комиссий: по устройству Всероссийской промышленной и художественной выставки (1896), оказанию помощи населению по случаю неурожая (1892), устройству электроосвещения, ремонту водопровода, управлению нижегородским художественным и историческим музеем; был председателем комитета Общественной библиотеки.
В 1889 году был избран директором Нижегородского Купеческого банка, в следующем году стал председателем Правления этого банка. В 1906 году был избран членом Государственного совета как председатель Нижегородского биржевого комитета.
Умер 9 (22) мая 1911 года. Похоронен на Казанском кладбище при Нижегородском Крестовоздвиженском монастыре.